# Competizione sportiva (JE 30191)
Il rilievo di una competizione sportiva, classificato JE 30191, è un'antica pittura parietale (staccata) egizia risalente alla V dinastia egizia (2494–2345 a.C.) e proveniente da una sconosciuta tomba di Saqqara. Si trova al Museo egizio del Cairo.
Unitamente a raffigurazioni sacre e a testi religiosi e biografici, le tombe private dell'Antico Regno erano costellate di scene di vita quotidiana, di gioco e di sport: questo rilievo mostra un combattimento sportivo fra barcaioli a bordo di tre piccole barche su un corso d'acqua o uno stagno pieno di ninfee: simili attività ludiche su barche si svolgevano comunemente in presenza di un padrone e della sua famiglia durante le visite di quest'ultimo ai propri possedimenti nelle paludi del Delta del Nilo. Gli uomini combattono servendosi di lunghe aste dalla estremità biforcuta, con le quali fanno cadere l'avversario. Ogni combattente è di corporatura atletica e indossa, oltre a un semplice perizoma per non impedire i movimenti, una corta parrucca (a eccezione di due uomini calvi o rasati sulla barca più a destra). La rappresentazione della competizione è vivace e realistica, le pose sono assai variate: un uomo caduto in acqua è tratto in salvo da un altro che lo tira per un piede. Il combattimento si svolge con energia. Le iscrizioni geroglifiche che accompagnano gli uomini ne registrano le esclamazioni, quasi come fumetti: uno ne incoraggia un altro gridandogli:
mentre un altro dice:
e un altro ancora:
Le imbarcazioni sono piene di cesti di frutta: non si sa se si trattasse dei premi in palio per la competizione, e se la vittoria andasse alla squadra che sarebbe stata capace di mantenere la frutta a bordo più a lungo durante tale "arrembaggio".